# Trgovište (Bugarska)
Trgovište (bugarski Търговище) je grad u istočnoj Bugarskoj. Prema podacima iz 2008. godine, imao je 42.468 stanovnika. Do 1934. godine grad se zvao Eski Džumaja.

## Zemljopisne osobine
Grad se nalazi u sjeveroistočnom dijelu Bugarske. Od glavnoga grada Sofije Trgovište je udaljeno 339 km, a od najbližeg većeg grada, Šumena udaljen je 41 km.

## Povijest
Trgovište je za bugarske prilike mlad grad, ali je područje grada bilo naseljeno još u vrijema Tračana. Zatim su sljedila razdoblja vladavine više civilizacija: Rimsko Carstvo, Bizant, Srednjovijekovna Bugarska, Osmansko Carstvo.
Grad je osnovan i prvi put javlja u pisanim zapisima Otomanskog carstva iz 1573. godine, ali se naselje veoma brzo razvilo u trgovački centar i postalo značajan grad. Godine 1878. Trgovište je pripojeno nonoosnovanoj državi Bugarskoj.

## Stanovništvo
Prema procijeni stanovništva iz 2008. godine u gradu živi 42.468 stanovnika.
Većina gradskog stanovništva su Bugari kojih ima 55%, s velikim brojem Turaka koji čine 35% stanovništva i Romi koji ima 6%. Posljednjih 20-ak godina grad gubi stanovništvo zbog udaljenosti od glavnih tokova razvoja u zemlji. 
Većinska vjeroispovijest stanovništva je pravoslavna sa 60%, a manjinska islam s 40% stanovništva.

## Gradovi prijatelji
- Cottbus, Njemačka
- Târgovişte, Rumunjska
- Smolensk, Rusija
- Santa Maria da Feira, Portugal
- Waterloo, Iowa, SAD
- Kozani, Grčka
- Suresnes, Francuska

## Vanjske poveznice
- Službena stranica grada Trgovišta  Arhivirana inačica izvorne stranice od 13. kolovoza 2007. (Wayback Machine)